# ゾジモ
ゾジモことゾジモ・アウヴェス・カラザンイス（"Zózimo" Alves Calazães、1932年6月19日 - 1977年7月17日）は、ブラジル・バイーア州サルヴァドール出身のサッカー選手。ポジションはディフェンダー（センターバック）。

## 経歴
ブラジル代表としてワールドカップ 1958年スウェーデン大会、1962年チリ大会を連覇。1958年大会では試合出場はなかったが、1962年大会ではキャプテンのマウロ・ラモスとセンターバックのコンビを組み6試合すべてに出場した。
1977年、45歳の時にリオデジャネイロで交通事故により死亡した。

## 所属クラブ
ユース経歴
- サンクリストヴァンFR 1948-1950

プロ経歴
- バングーAC1951-1965
- CRフラメンゴ 1965
- フルミネンセFC 1965
- アソシアソン・ポルトゥゲーザ・ジ・デスポルトス 1965-1966
- アソシアソン・エスポルチーヴァ・グアラチンゲタ（ポルトガル語版）1966
- スポルト・ボーイズ 1966
- スポルティング・クリスタル 1966-1967
- ポルベニール・ミラフローレス（スペイン語版）1967
- CDアギラ（スペイン語版）1967-1968

## 代表歴
- ブラジル代表 1958-1962
  - 1958年 FIFAワールドカップ・スウェーデン大会 (優勝、出場機会無し)
  - 1962年 FIFAワールドカップ・チリ大会 (優勝、6試合出場)